# Macrobrachium pentazona
Macrobrachium pentazona is een garnalensoort uit de familie van de Palaemonidae. De wetenschappelijke naam van de soort is voor het eerst geldig gepubliceerd in 2009 door He, Gao & Guo.